# Hybolasius pumilus
Hybolasius pumilus är en skalbaggsart som först beskrevs av Francis Polkinghorne Pascoe 1876.  Hybolasius pumilus ingår i släktet Hybolasius och familjen långhorningar. Inga underarter finns listade i Catalogue of Life.